# Fultot
Fultot – miejscowość i gmina we Francji, w regionie Normandia, w departamencie Sekwana Nadmorska.
Według danych na rok 1990 gminę zamieszkiwało 195 osób, a gęstość zaludnienia wynosiła 52 osoby/km² (wśród 1421 gmin Górnej Normandii Fultot plasuje się na 706. miejscu pod względem liczby ludności, natomiast pod względem powierzchni na miejscu 789.).